# Microserica pontianakana
Microserica pontianakana är en skalbaggsart som beskrevs av Moser 1920. Microserica pontianakana ingår i släktet Microserica och familjen Melolonthidae. Inga underarter finns listade i Catalogue of Life.